# Constantino I de Georgia
Constantino I (en georgiano: კონსტანტინე I: , Konstantine I) (1369-1412) fue rey de Georgia desde 1405 o 1407 hasta su muerte en 1412. Es el antepasado común de todas las ramas  supervivientes de la dinastía Bagrationi.

## Biografía
Constantino era el hijo mayor de Bagrat V de Georgia y de su segunda mujer, Ana de Trebisonda. Sus abuelos maternos eran Alejo III de Trebisonda y Teodora Cantacucena.
En 1400, Constantino fue enviado como embajador al guerrero mongol Timur Leng (Tamerlán) que libraba una guerra implacable contra los georgianos, e intentó en vano que su medio hermano Jorge firmara la paz con Timur. En 1402, Constantino junto con el príncipe Ioane Jakeli de Samtskhe se sometieron a Timur pero nunca participaron en la guerra contra Georgia.  A la muerte de su hermano en 1407, le sucedió como rey  y lanzó un programa de restauración de lo que se había destruido durante las campañas de Timur. Hacia 1411, se alió con el shirvanshah Ibrahim I y el gobernante de Shaki Sidi Ahmed para contrarrestar los avances de los Kara Koyunlu turcomanos en el Cáucaso. En la decisiva batalla de Chalagan, los aliados fueron derrotados y Constantino, su medio hermano y el shervanshah Ibrahim fueron apresados. En cautividad, se comportó arrogantemente, lo que enfureció al príncipe Kara Yusuf, que ordenó su ejecución y la de 300 nobles georgianos. Kara Yusuf ejecutó personalmente a Constantino.

## Familia
Constantino estuvo casado con Natia, hija de Kutsna, principe-mayordomo (amirejibi) de Georgia. Hay poca información disponible con respecto a la familia de Natia:  pudo haber sido de la casa de Khurtsidze de Samtskhe o de Gabelisdze, supuestos antepasados de los Amirejibi, de Shida Kartli. Kutsna fue embajador en Constantinopla alrededor 1386.
Constantino tuvo tres hijos, Alejandro, Bagrat y Jorge, todos ellos cogobernantes con su padre entre 1405 y 1408.
- Alejandro (1390–1446), sucedió a su padre como rey de Georgia y reinó hasta su abdicación en 1442;
- Jorge, príncipe;
- Bagrat, príncipe.